# Jon Hendricks
Jon Hendricks (Newark, 1921. szeptember 16. – Manhattan, 2017. november 22.) Grammy-díjas amerikai dzsesszénekes, dalszövegíró.

## Pályafutása
Toledóban irodalmat, majd jogot tanult a University of Toledo főiskolán. Egy találkozása Charlie Parkerrel arra késztette, hogy igazi dzsesszénekessé váljon. Az 1940-es években a toledói rádióban lehetett először Jon Hendricks hangját hallani. Zongorán Art Tatum kísérte. 1955-ben New Yorkban Dave Lamberttel együttműködve létrehozta Woody Herman Four Brother szaxofonazólójának énekváltozatát, és megalapította a Lambert, Hendricks & Ross énektriót, és annak szövegírója lett. A következő hat évben turnézott és számos dzsesszdarabot készített ezzel a tróval, továbbá különböző dzsesszzenészek hangszeres improvizációit írta meg és háromszólamú szövegekkel adták azokat elő. 
Hendricks 1968-ig szólóénekes volt, Európában és Afrikában lépett fel Jon Hendricks and Company nevű együttesével, amelyben Annie Ross és Georgie Fame is helyet kapott.
1968 és 1973 között Londonban élt, ahol gyakori fellépő volt a brit televízióban. Aztán Egyesült Államokba, San Franciscóba, ahol dzsesszkritikusként dolgozott, és tanított is a California State University-n és a berkeley-i Kaliforniai Egyetemen.
Jon Hendricks a számos dzsessz hírességgel dolgozott pályafutása során, például: Cannonball Adderley, Count Basie, Dizzy Gillespie, Art Blakey, Buck Clayton, Henry Grimes, Miles Davis, Thelonious Monk, Wes Montgomery, Wynton Marsalis, Bobby McFerrin.

## Lemezválogatás
- 1959: New York, N.Y.
- 1959: A Good Git-Together
- 1960: Evolution of the Blues Song
- 1961: Fast Livin' Blues
- 1963: Jon Hendricks Recorded in Person at the Trident
- 1963: ¡Salud! João Gilberto, Originator of the Bossa Nova
- 1972: Cloudburst (live at the Domicile, Munich)
- 1975: Tell Me the Truth
- 1976: September Songs
- 1982: Love
- 1990: Freddie Freeloader
- 1993: Boppin' at the Blue Note
- 2000: Birdmen and Birdsongs, Vol. 2 : A Tribute to Charlie Parker

## Díjak
- 1985: öt Grammy-díj a The Manhattan Transferrel a Vocalese című albumért
- Emmy-díj, Iris- és Peabody-díj a Somewhere to Lay My Weary Head című televíziós dokumentumfilmért

## Filmek
- Jon Hendricks az IMDb-n